# Athyreus hemisphaericus
Athyreus hemisphaericus là một loài bọ cánh cứng trong họ Geotrupidae. Loài này được Boucomont miêu tả khoa học năm 1902.